# Nevriye Yılmaz
Nevriye Yılmaz (Plovdiv, 16 giugno 1980) è un'ex cestista turca.
È alta 194 centimetri e giocava nel ruolo di centro.

## Carriera
Nata in Bulgaria, in una comunità minoritaria turca, all'età di nove anni si trasferì ad Istanbul, Turchia, insieme ai genitori.
La sua carriera di giocatrice professionista ebbe inizio tra le file del Galatasaray SK, squadra di spicco del campionato turco, per poi svilupparsi in Grecia ed in Bulgaria.
Nel 1999 divenne la prima cestista turca ad entrare nel mondo della pallacanestro statunitense, nella WNBA. Nei primi anni si limitò a partecipare ai training-camp estivi di alcune squadre, senza però disputare la stagione. Nel 2003 firmò finalmente un contratto con i Phoenix Mercury, con i quali giocò 5 partite. Andò solo poco meglio la stagione successiva, quando disputò 7 incontri per i San Antonio Silver Stars.
Ritornando in Europa, ebbe esperienze anche nel campionato italiano, presso la Pool Comense, per poi muovere nuovamente (nel 2005) verso la Turchia, accasandosi al Fenerbahçe İstanbul.
Gareggiando per la nazionale turca, di cui è una delle giocatrici di punta, ha vinto la medaglia d'oro ai Giochi del Mediterraneo del 2005, ad Almería. Nel 2007 è stata convocata per gli Europei in Italia con la maglia della nazionale di pallacanestro della Turchia.